# 佐野公哉
佐野 公哉（さの きみや、1955年3月8日 - ）は、日本の実業家。片倉工業株式会社代表取締役社長を経て、同社代表取締役会長。

## 人物・経歴
山梨県出身。山梨県立日川高等学校を経て、1977年明治大学農学部卒業、片倉工業入社。総務部長を経て、2010年執行役員小売事業部長に昇格。2011年執行役員経理部長。2013年常務取締役。2015年から第15代代表取締役社長を務め、M&Aによる新事業への進出や、コクーンシティの運営・開発にあたるなどした。2019年代表取締役会長に就任。